# 臺南市 (堡里)
臺南市，是臺灣日治初期臺南廳的一個行政區劃，於1903年已在地籍上被用為一個單位，1916年確立其位階為一堡里。範圍包括臺南府城內外城，即今臺南市中西區東部、北區南端及東區西北端。其西北是外武定里，東北到東邊是永康下里，南邊由東到西是仁和里與新昌里，西南則為効忠里

## 簡介
清代的城市不屬任何堡里。日人領臺後，將清代各城視為街庄社鄉層級，併入鄰近堡里。例如臺北城成為大加蚋堡下轄的「臺北城內」等，唯有臺南市例外。臺南市乃合併清治時期之東安坊、西定坊、寧南坊及鎮北坊四坊而成，日人視之為獨立之堡里（稍後還有1916年所設的堡里─臺中）。但此時的市不具法人地位，也不存在市的管理機構，僅是隸屬臺南廳的一個地區名。直至1920年10月市制實施才改變這個情況。

## 管轄街庄
臺南市下轄街庄可分為三個時期：

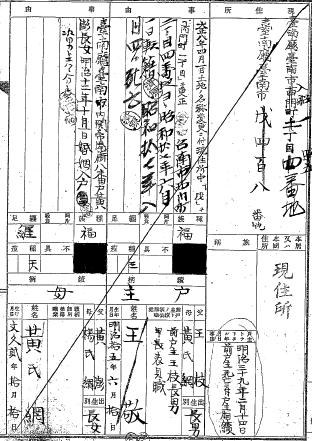
日治初期戶口名簿：可見該戶住在臺南市戊408番地，大正8年町名實施後改為西門町二丁目4番地

1. 日人領臺後，將臺南市視為獨立之堡里，下轄170餘個相當於其他堡里管轄的街庄社鄉的街。
2. 1903年土地調查時將臺南市分為甲、乙、丙、丁、戊、己、庚、辛等8個以天干為名的街庄社鄉層級區劃，並將此劃分用於表示住址（如圖）。然而臺灣堡圖並未繪出8個街庄區劃。
3. 1916年（大正5年）11月3日公布臺南市31個新町名[3]，1919年（大正8年）4月1日正式實施[4]，以31町取代8天干，成為臺南市下屬的街庄社鄉層級行政區劃。